# Schloss Ehrenberg (Altenburg)
Das Schloss Ehrenberg als Bergspornburganlage im ostthüringischen Ehrenberg, unweit der Residenzstadt Altenburg, wurde bereits 1244 erwähnt. Die heutige Anlage wurde hauptsächlich 1878 im Stile der Neorenaissance und des Neobarockes erbaut.

## Geschichte
In einer Urkunde aus dem Jahr 1244 wird erstmals ein Sifridus de Herinberc erwähnt. Mit dem Aussterben der Burggrafen von Altenburg 1329 waren die Wettiner die Lehnsherren über das Pleißenland und so auch über Ehrenberg. Sie verpfändeten die Burg oft an verschiedene Adelsfamilien. Das mit Schulden belastete Rittergut der Nachkommen des kurfürstlich-sächsischen Hofmeisters Hannibal Germanus von Schmertzing wurde 1785 durch die herzogliche Kammer ersteigert. Das Kammergut wurde mit dem in Zschechwitz verwaltet. Im Vermessungsregister von 1787 umfasste das Rittergut eine Fläche von 104,23 Hektar.
Die Altenburger Kaufleute Schönherr und Möller verlegten von 1805 bis 1816 in die Ehrenberger Burganlage eine Baumwollspinnerei aus Burgstädt. Am 4. Juni 1813 brannten die Wirtschaftsgebäude ab. Durch die Neubauten erweiterte sich die Hoffläche erheblich. Stallungen und Pächterwohnhaus wurden so unter einem Dach vereinigt. Dieses und die Scheune wurden umgebaut, während Wasch- und Tischhäuser ersatzlos abgerissen wurden, ebenso wie die Ziegelei im Jahre 1848. Weitere Gebäudeteile wurden 1839 angebaut, außerdem wurde bereits elf Jahre zuvor, 1828, eine Fasanerie errichtet, woran heute noch die Straßenbezeichnung im Ort erinnert. Ein Anbau an die Brauerei erfolgte 1863 und nach 1896 in regelmäßigen Abständen. Im Jahre 1849 wurde aus dem Kammergut ein Dominialgut, 1874 ein Staatsgut.

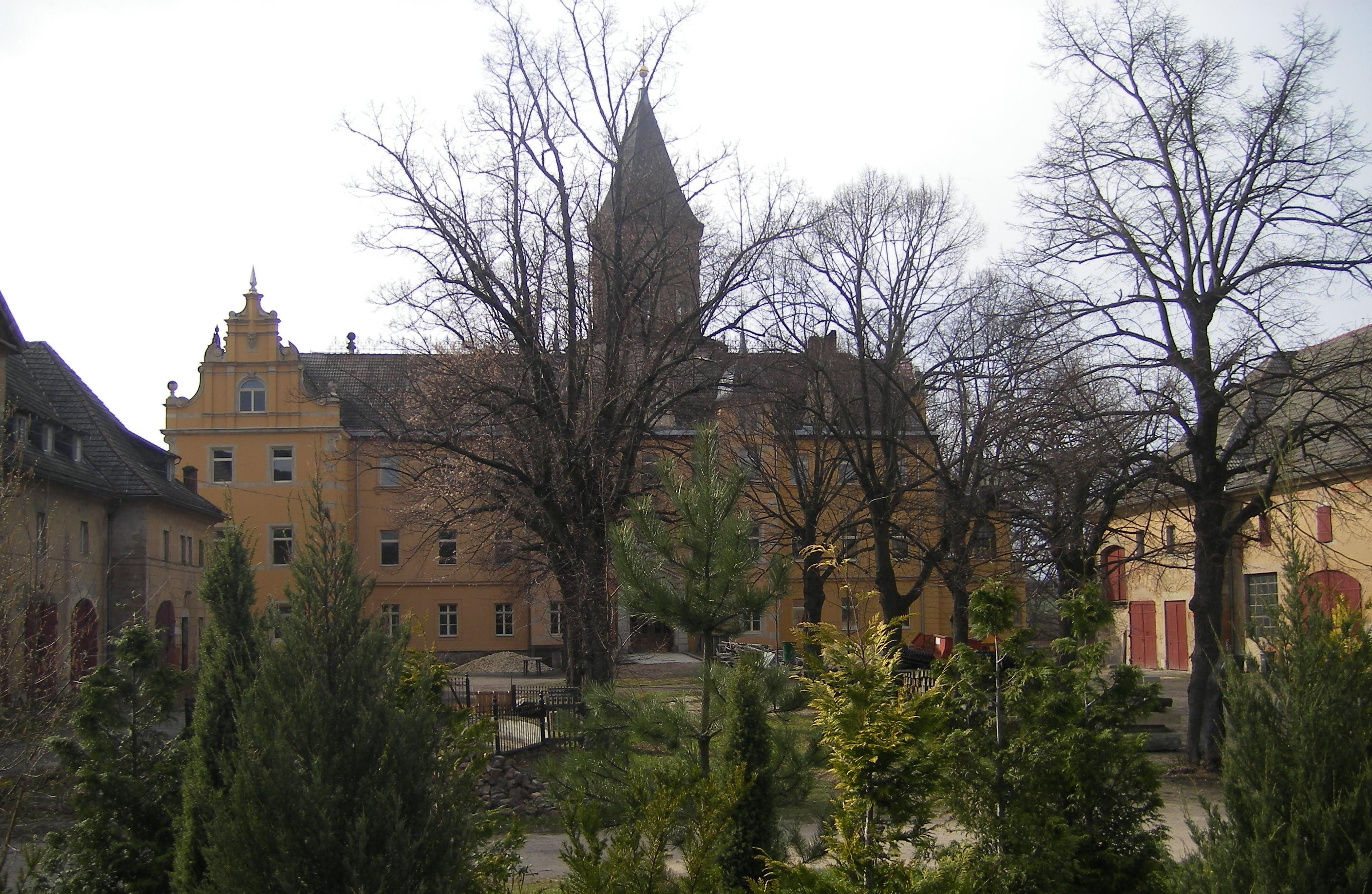
Rittergut mit Schloss und Nebengebäuden

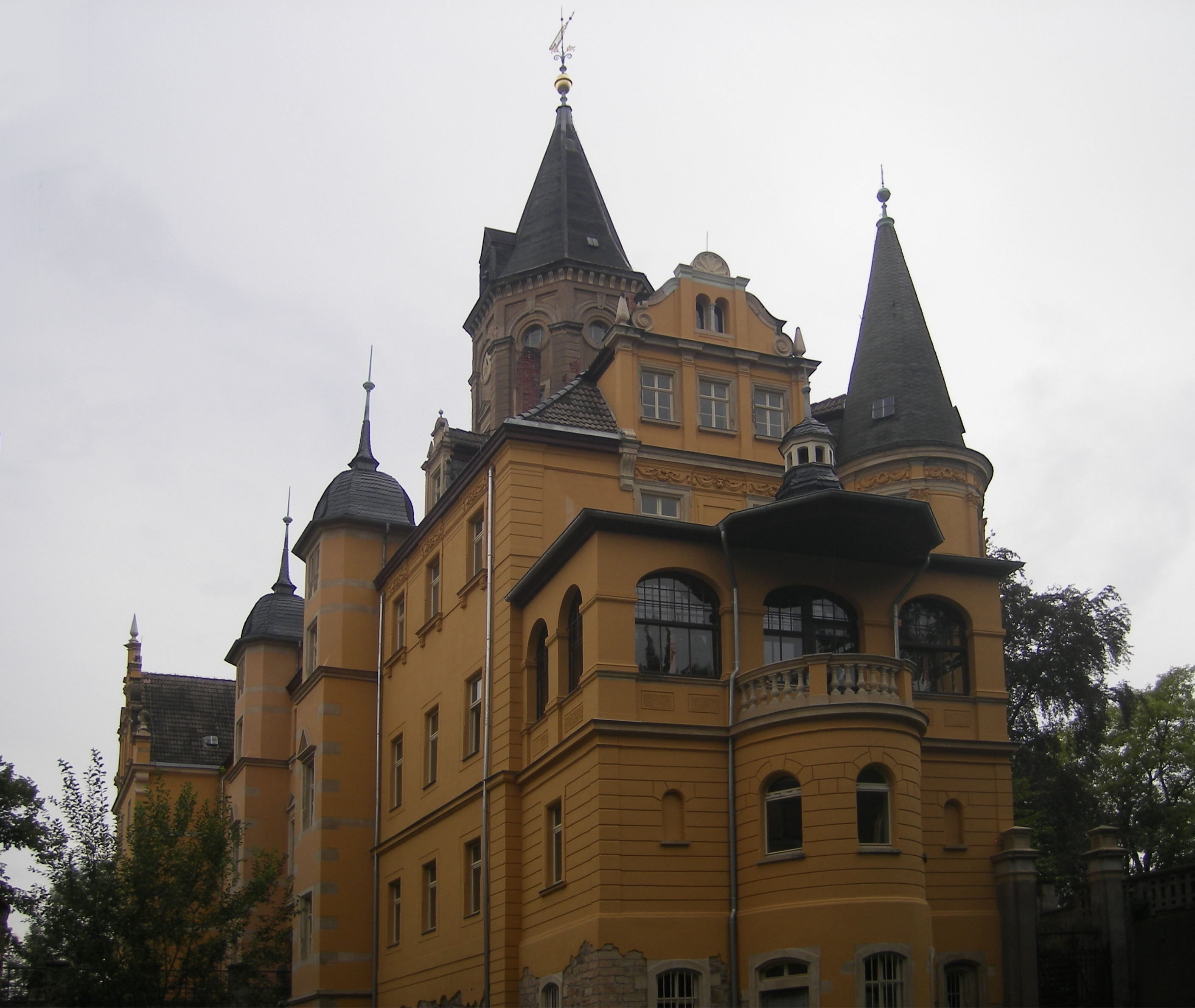
Schloss von Norden

Das herzoglich sachsen-altenburgerische Staatsgut kam am 1. Juli 1878 in den Besitz des Altenburger Wollfabrikanten Bernhard Schmidt. Er starb bereits 1883 und so ging seine Witwe zwei Jahre später eine zweite Ehe mit dem Kammerherren Hermann von Bloedau ein, der auch das Gut in Priefel bewirtschaftete. Dieser zog sich 1921 dahin zurück. Seit 1925 bewirtschaftete Gottlieb Franz das Rittergut und führte die Brauerei, eine Konservenfabrik und die seit 1913 bestehende Champignonzucht in den Felsenkellern weiter. Die Firma J.G. Schmidt jun. Söhne AG aus Kotteritz pachtete am 11. Februar 1942 das Schloss zu Erholungszwecken für Mitarbeiter, jedoch wurde es bereits im Sommer von der Heeresstandortverwaltung Altenburg als Ausweichquartier beschlagnahmt. Das Rittergut wurde 1945 im Zuge der Bodenreform enteignet. Es folgten bis 1948 an einigen Wirtschaftsgebäuden Teilabbrüche zur Gewinnung von Baumaterialien. In den intakten Wirtschaftsgebäuden wurde eine Maschinen Ausleih Station (MAS) zur Instandsetzung und zum Verleih von landwirtschaftlichen Geräten und Maschinen untergebracht. Heute wird das Schloss privat restauriert, in einem Nebengebäude hat der Kurier, das Wochenblatt für den Großraum Altenburg, Schmölln und Meuselwitz, seinen Sitz.

## Architektur
Der von 1690 bis 1715 hier lebende Hannibal Germanus von Schmertzing baute das Schloss ein erstes Mal um. Der spätere Besitzer Bernhard Schmidt ließ es 1878–1880 zu einem historistischen Schloss im Stil des Neobarock und der Neorenaissance umbauen. Dabei wurden ältere Bauteile, wie der Rundturm aus dem 16. Jahrhundert mit einbezogen. Weitere Umbauarbeiten geschahen 1892 in Form eines Anbaues und 1925 am Südflügel des Schlosses.

## Garten
Mit dem Umbau des Schlosses um 1880 erfuhr auch der Garten eine Umgestaltung zu einer parkartigen Anlage mit Gartenhaus, Springbrunnen und Grotte. Der Park wurde in den Jahren 1908 und 1909 erweitert. Heute ist er noch gut als weitläufige Parkanlage erkennbar.